# Magic Affair

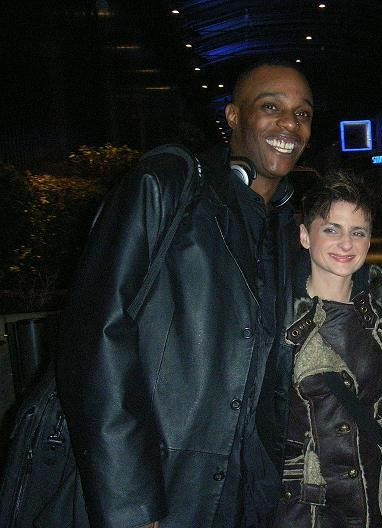
Magic Affair (2009).

Magic Affair es en grupo alemán de música eurodance fundado en 1994 por Mike Staab.

## Historia
Originalmente, el grupo se componía por la vocalista Franca Morgano y el rapero A.K. Swift (nacido en 1973 en Chicago). Magic Affair publicó cuatro sencillos, Omen III, Give Me All Your love, In the Middle of the Night y Fire, todos ellos pertenecientes al álbum denominado The Story Continues. Obtuvieron un enorme éxito especialmente con su primer sencillo Omen III entrando a los top five de los rankings de sencillos en muchos países de Europa incluyendo Alemania y el Reino Unido.
En 1995 los dos miembros originales del grupo fueron reemplazados por las cantantes Jannet De Lara y Anita Davis y su primer álbum The Rhythm Makes You Wanna Dance fue publicado subsecuentemente.

## Discografía

### Sencillos
- 1993 - Omen III
- 1994 - Give Me All Your Love
- 1994 - In The Middle Of The Night
- 1994 - Fire
- 1995 - The Rhythm Makes You Wanna Dance
- 1996 - Energy Of Light
- 1996 - World Of Freedom
- 1996 - Bohemian Rhapsody
- 1997 - Break These Chains
- 1997 - Night Of The Raven
- 1998 - Sacrifice
- 1999 - Miracles
- 2003 - Fly Away

### Álbumes
- 1994 - Omen... The Story Continues
- 1996 - PhenOMENia